# Хаджи-Хассан-Чечен-оглы
Хаджи-Хасан Чечен-оглы — генерал турецкой армии, с 1826 года по 1827 год, комендант города Анапы. В июне 1826 года Чечен-оглы был прислан для укрепление Анапской крепости, турецкий паша приступил приводить кавказские народы к присяге турецкому султану.
По мнению Василия Потто, Чечен-оглы являлся переселенцем с Северного Кавказа, до него никто не получал таких полномочии как Чечен-оглы, Историк Далхан Хожаев называет Чечен-оглы первым чеченским генералом. Правитель одной из провинции Турции.